# Museo Nueva Tabarca
El Museo Nueva Tabarca (en valenciano: Museu Nova Tabarca) está situado en la isla de Tabarca, en el municipio de Alicante (Comunidad Valenciana, España). Se inauguró el año 2004 en el antiguo edificio de la Almadraba, almacén usado principalmente para la pesca del atún.
El museo se centra en el estudio y difusión de las relaciones que las poblaciones costeras han establecido, a través del tiempo, con su entorno natural, empleando como paradigma la isla de Tabarca, y así pues, exponiendo su espacio natural, terrestre y marino, junto con su conjunto histórico. Para ello cuenta con dos salas:
- La primera sala está dedicada a los contenidos audiovisuales. Se proyecta un vídeo que se adentra en la historia entre el hombre y el medio marino, además de recoger la riqueza patrimonial de la isla y sus costumbres.[3]
- La segunda sala desarrolla la exposición permanente del museo, que analiza los valores patrimoniales de la isla, desde los geográfico-geológicos, hasta los medioambientales, pasando por su patrimonio histórico y etnográfico.[3] Hay vestigios de época romana, planos, fotografías e información cartográfica.[3] En su apartado etnográfico se puede observar los diferentes artes de pesca practicados en la isla a lo largo de los años, poniendo especial atención en la almadraba.[3] El punto interactivo del museo ofrece la posibilidad de realizar recorridos virtuales por Tabarca, así como de observar imágenes de los fondos marinos que rodean la isla.[3]